# Dorfkirche Rangsdorf

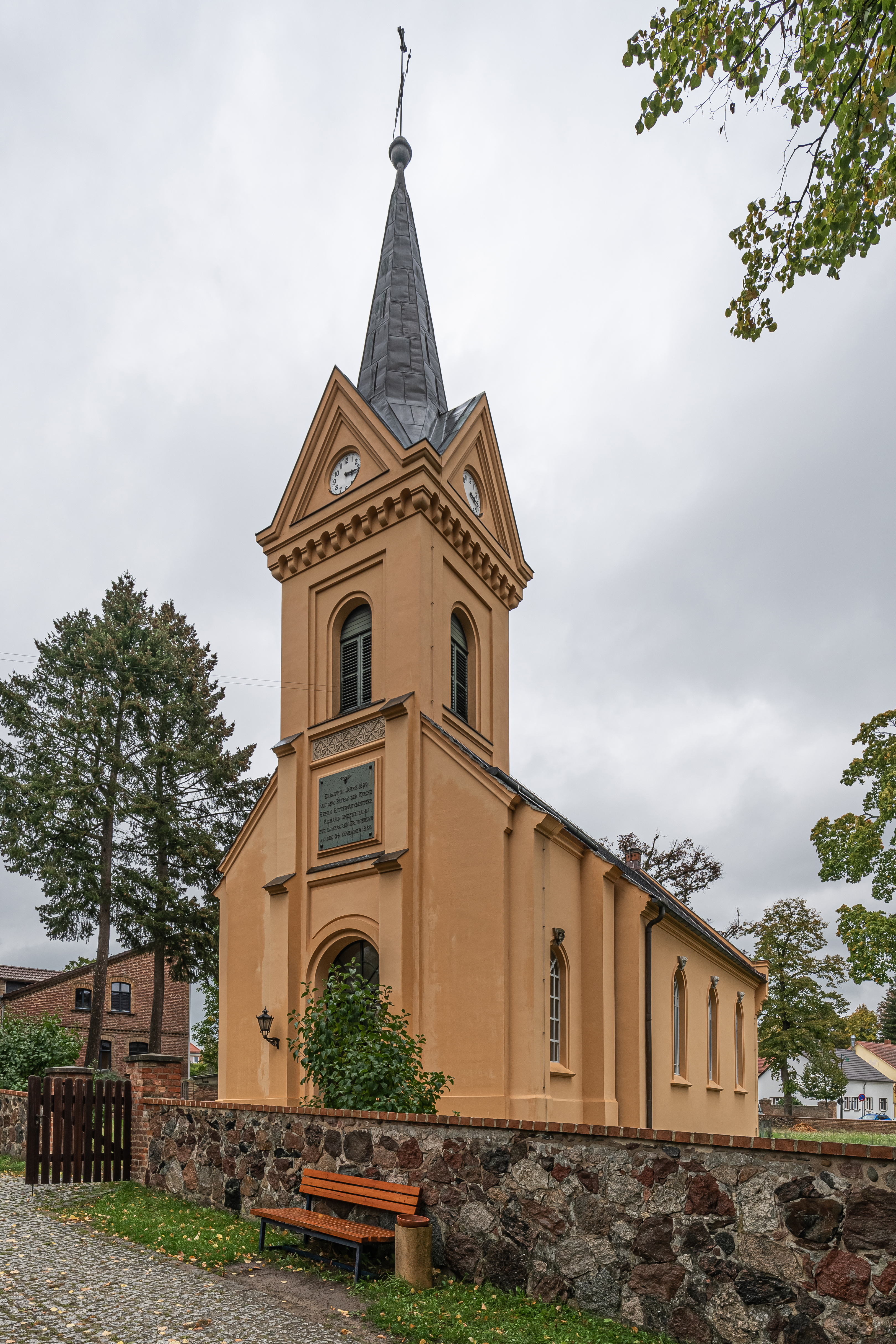
Dorfkirche Rangsdorf

Die evangelische Dorfkirche Rangsdorf ist eine klassizistische Saalkirche aus dem Ende des 19. Jahrhunderts in Rangsdorf, einer Gemeinde im Landkreis Teltow-Fläming im Land Brandenburg. Der Pfarrsprengel Rangsdorf gehört zum Kirchenkreis Zossen-Fläming der Evangelischen Kirche Berlin-Brandenburg-schlesische Oberlausitz.

## Lage
Durch den Ort führt die Seebadallee, die von Osten kommend in Richtung Westen zum Rangsdorfer See verläuft. Sie zweigt sich um den historischen Dorfanger auf und bildet so ein Grundstück, auf dem die Kirche steht. Das Gelände ist mit einer Mauer aus Feldsteinen eingefriedet.

## Geschichte
Die Geschichte des Ortes reicht bis in das 12. Jahrhundert zurück. Der Ort wurde im Jahr 1375 im Landbuch Karls IV. erstmals urkundlich erwähnt. Vermutlich entstand in diesen Jahrhunderten bereits eine Feldsteinkirche, die jedoch 1695 einem Brand zum Opfer fiel. Im 19. Jahrhundert wechselten die Besitzer vergleichsweise oft, bis Ferdinand Spiekermann den Ort 1876 erwarb. Nach seinem Tod übernahm sein Sohn, Richard Spiekermann, das Rittergut Rangsdorf. Er war Amtsvorsteher des Amtes Groß Machnow und hielt das Kirchenpatronat inne. Auf seine Veranlassung hin entstand in den Jahren 1888 bis 1890 der Umbau des Kirchengebäudes. Die Kirchweihe fand am 10. August 1890 statt. Im Ersten Weltkrieg wurde eine der beiden Glocken aus Bronze eingeschmolzen. 1986 entfernte die Kirchengemeinde die Holzbänke. In den Jahren 2016 und 2017 wurde das Bauwerk umfassend saniert.

## Bodenuntersuchungen
Bei der Sanierung der Kirche im Jahr 2018 gruben Archäologen an der Außenwand einen Zinksarg mit dem Skelett einer Frau aus. Der Bestattungszeitpunkt wird auf das Jahr 1800 geschätzt. Vermutlich wurde der Sarg von der innen liegenden Gruft nach außen umgebettet, als die Kirche in den 1930er Jahren eine Heizung erhielt. Der Sarg aus Zink anstatt aus Holz deutet Archäologen zufolge darauf hin, dass die Bestattete von höherem Stand war. Laut einem Historiker könnte es sich um eine Angehörige der Familie von Hake handeln, die zu der Zeit Besitzer von Gut Rangsdorf waren.

## Baubeschreibung

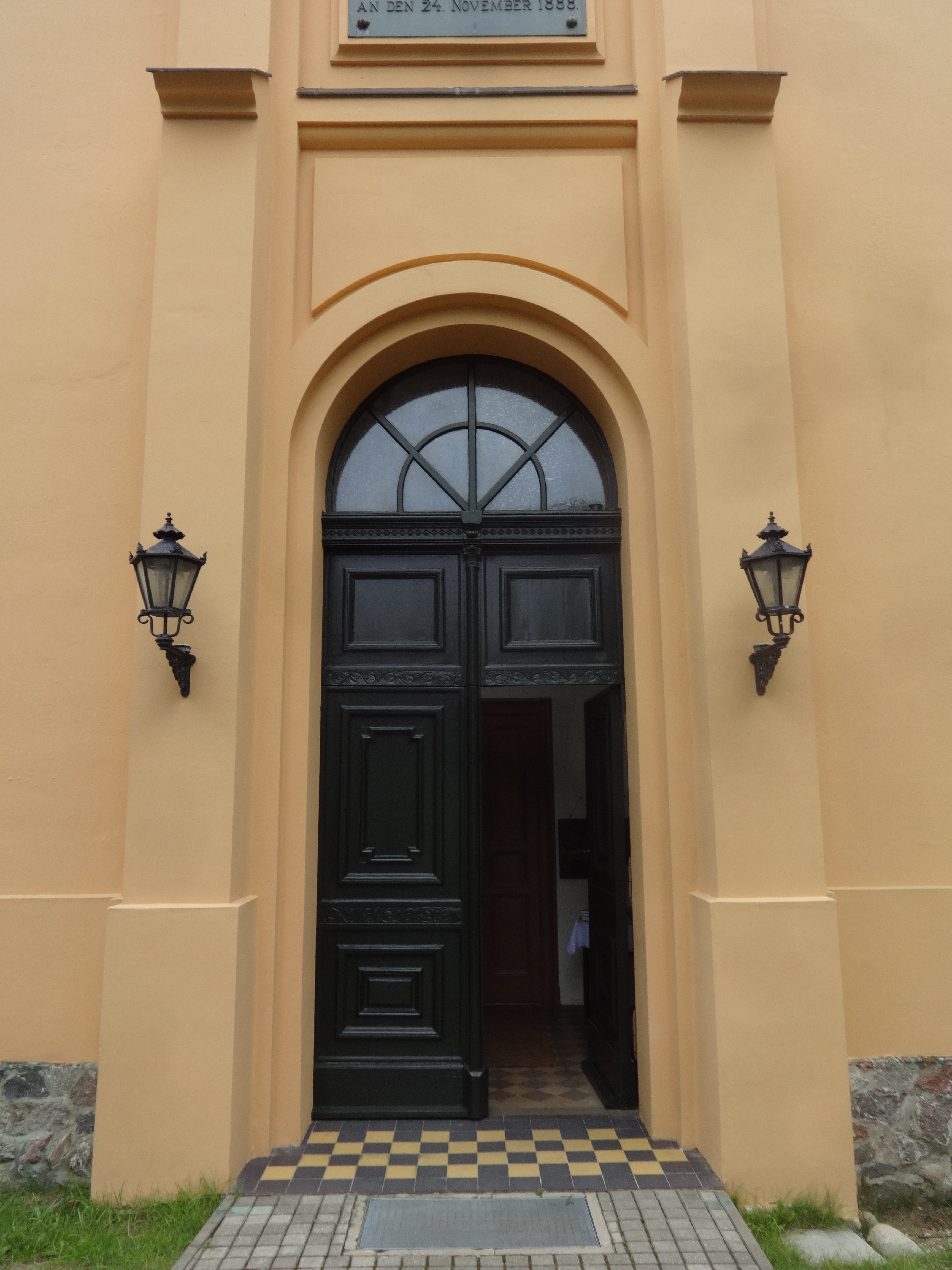
Westportal

Das Bauwerk ist aus Mauersteinen errichtet, die flächig verputzt wurden, so auch der Chor, der dreiseitig und eingezogen ausgeführt wurde. Er hat an seiner Nordost- und Südostseite je ein segmentbogenförmiges Fenster, dessen Laibung mit einer verputzten Fasche und einem auffällig gestalteten Schlussstein ausgeführt wurde. Die östliche Wand ist – verglichen mit anderen Kirchen der Region – vergleichsweise ungewöhnlich. Sie besteht zunächst aus einem großen Segmentbogen, dessen Spitze die Höhe der Fenster aufnimmt. Darin ist jedoch eine kleine rechteckige und grünlich gestrichene Holztür mit einer darüber nahtlos anschließenden Blende, die den verbleibenden Boden ausfüllt.
Das Kirchenschiff hat einen rechteckigen Grundriss; die Seitenwände zum Chor und zum Kirchturm stehen über den Baukörper hervor und sind zum Chor hin in Höhe der Dachtraufe mit Fialen verziert. Die Langwände sind schlicht und tragen drei gleichartige, segmentbogenförmige Fenster mit Fasche und Schlussstein. Daran schließt sich das ebenfalls schlicht gestaltete Satteldach an.
Der Westturm ist quadratisch und schmuckvoll gegliedert. Über dem Westportal erinnert eine Tafel an die Hochzeit des Kirchenpatrons Richard Spiekermann mit der Bankierstochter Emilie Rommel aus Düsseldorf. Im mittleren Turmgeschoss ist an den drei zugänglichen Seiten je eine Klangarkade, die in einer Blende eingelassen ist. Die Form wird nochmals durch Lisenen betont. Daran schließt sich ein umlaufender Fries an, der in das obere Turmgeschoss weiterleitet. Es besteht aus einem geknickten Helm, in dessen Giebel eine Turmuhr eingelassen ist.
Östlich des Bauwerks steht auf dem Dorfanger ein Gedenkstein, der an die Gefallenen aus dem Ersten Weltkrieg erinnert. Richard Spiekermann stiftete ihn im Jahr 1921, die Gemeinde Rangsdorf erneuerte und ergänzte ihn 2010. Die Inschrift an der Vorderseite lautet nun: „Zur Erinnerung an den / Weltkrieg / 1914–1916 / Zum Gedenken an die Opfer / von Krieg, Gewalt / und Willkür“.

## Ausstattung

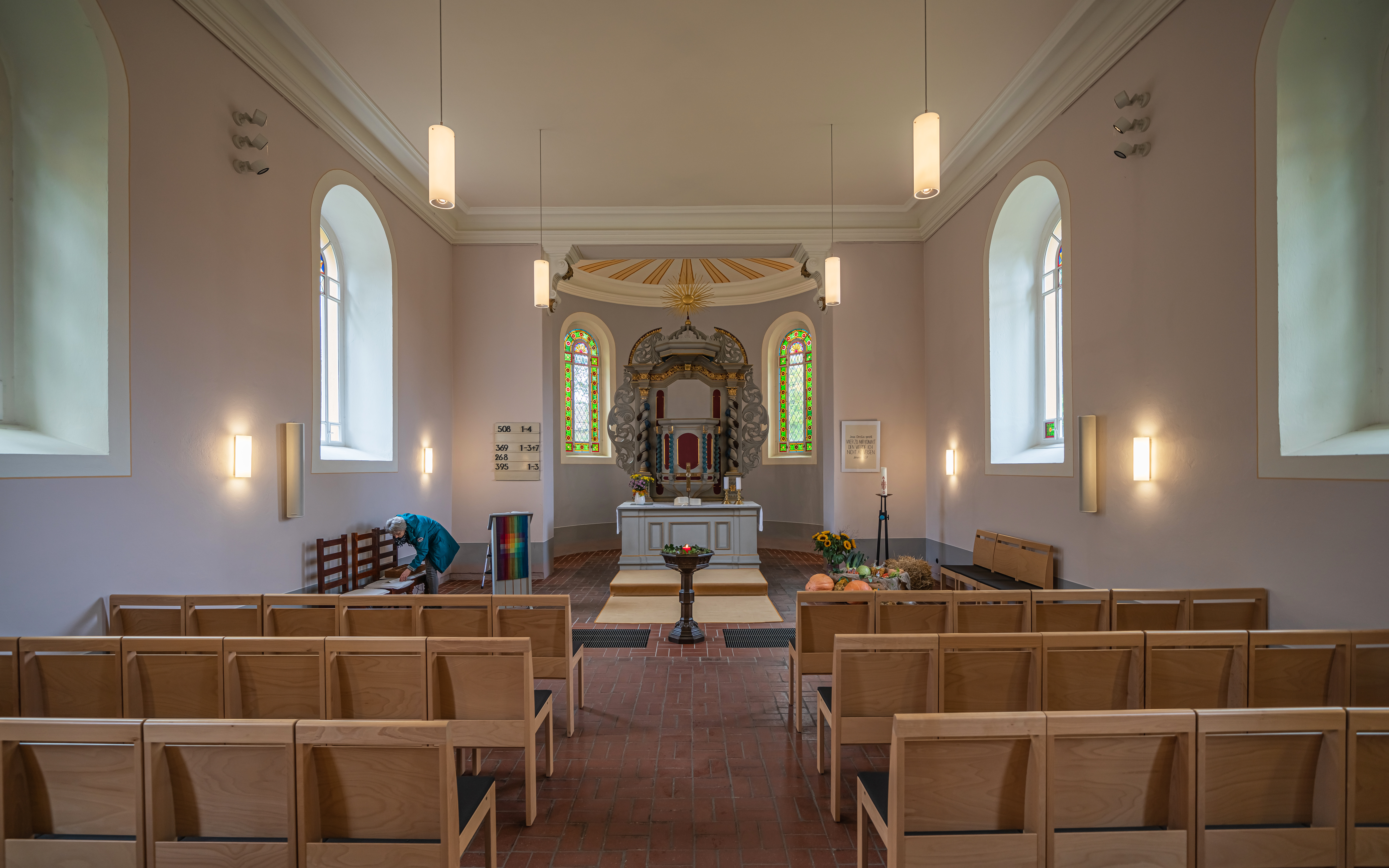
Interieur

Der Kanzelaltar von Detloff Maschmann stammt aus dem Jahr 1706 und stand schon im Vorgängerbau, den Ernst Adam von Hake 1700 errichtete. Der Altar ist in weißen, roten und blauen Farbtönen gehalten. Den polygonalen Kanzelkorb schmücken dabei gedrehte, hellblaue Weinlaubsäulen, an deren oberen Ende Putten angebracht wurden. Die Kassettenfelder sind in rötlicher Farbe gehalten. Der Aufbau ist mit Akanthus und Knorpelwerk verziert und bildet so den Übergang zum Schalldeckel, den eine Strahlensonne krönt. Der Altar wurde 1890 unter Richard Spiekermann zu einem Kanzelaltar zusammengeführt. Ursprünglich stand die Kanzel separat an der Nordseite im Kirchenschiff. Das Retabel (die Altarschauwand) war ursprünglich mittig an der Ostseite aufgehängt worden. Der Unterbau des Altars wurde 1890 durch den Berliner Tischler Emil Schild neu geschaffen.
Zur weiteren Kirchenausstattung gehört ein Konsolbrett, auf dem in einer früheren Zeit eine Friedenskrone von 1816 platziert war. Die hochformatig, farbig gefasste Holztafel erinnerte an die Gefallenen der Befreiungskriege. Ihre Inschrift lautet: „Gottlob das Friedensfest / ist da! [Es freut sich Alles fern und nah!] / Drum flechten wir Jungfern diese Krone / und setzen sie[ins] Heiligthum / und dancken Gott in seinem Thro= / ne / Dem Herrn der unser Eigenthum / den König und das Vaterland / [g]enom[m]´n in seine starcke Hand. / [Wir Jünglinge wollen uns auch freun] / des Friedens den Gott heute schenkt / [Dr]um richten wir diese Tafel [ein] / Und schreiben drauf, was Gott gelenkt / Daß bei den heißen Kampf der Schlacht / Bei Leipzig und bei Waterlo / Zerstöret ist der Francken Macht, / Daß Bonaparte auch also / kein Reich, kein Volk mehr plagen kann. / Drum stim[m]en wir alle freudig an: / Dank, Ehr und Preis sei Gott / Er [half] von dieser Kriegesnoth / den 18. Januar. 1816. / [am] Friedensfest.“.
Am Übergang des im Innern flach gedeckten Bauwerks ist eine umlaufende Voute.

## Glocken
Der Turm trägt heute zwei Glocken. 1890 wurden zwei Glocken durch die Gießerei Collier in Zehlendorf gegossen, die größere musste 1917 zu Rüstungszwecken weichen. 1955 wurde eine neue Glocke bei Schilling & Lattermann aus Eisen gegossen, sie besitzt eine für Eisenglocken sehr ungewöhnliche Inschrift in Fraktur. Nach 1962 wurde ein stählerner Glockenstuhl eingebaut und beide Glocken an geschweißte Kröpfjoche gehängt. Sie läuten heute elektrisch.